# I'll Never Love Again
«I'll Never Love Again» es una canción interpretada por Lady Gaga y Bradley Cooper para la banda sonora de la película A Star Is Born (2018). Fue escrita por Gaga con ayuda de Natalie Hemby, Hillary Lindsey y Aaron Raitiere, y también fue producida por ella junto a Benjamin Rice. Cuenta con dos versiones; la del filme, interpretada a dueto por Gaga y Cooper, y la versión extendida, interpretada únicamente por Gaga y exclusiva de la banda sonora. Durante la película, «I'll Never Love Again» es la canción utilizada en la escena final, donde Ally le rinde homenaje a Jackson en su funeral. Su letra relata el sentimiento de dolor ante la pérdida de un gran amor.
La canción y la interpretación de Gaga en la película recibieron variedad de críticas positivas por parte de los expertos, quienes alabaron la voz de la artista y la emoción de la escena. Por otra parte, la canción ingresó a los veinte primeros en los listados semanales de varios países como Australia, Grecia, Irlanda y Suiza. Asimismo, obtuvo certificaciones en países como Italia y el Reino Unido por sus ventas. También ganó en los premios Grammy de 2020 como Mejor Canción escrita para un Medio Audiovisual.

## Antecedentes y composición
Mientras Gaga se preparaba para rodar la última escena de A Star Is Born, en la cual se le hace un homenaje a Jackson con una interpretación de «I'll Never Love Again», recibió una llamada en donde fue informada que su amiga de la infancia, Sonja Durham, se encontraba en sus últimos momentos de vida luego de haber padecido cáncer por varios años. Gaga abandonó el set para encontrarse con Durham y despedirse, pero llegó aproximadamente diez minutos después de que falleciera. Tras ello, el esposo de Durham le dijo a Gaga que regresara al set para culminar la película, ya que eso es lo que ella habría querido. Tras haber retornado al Shrine Auditorium de Los Ángeles, lugar donde se grabó la secuencia de «I'll Never Love Again», Bradley Cooper, director del filme, le ofreció a Gaga tomarse el resto del día libre para poder asimilar su reciente pérdida, pero esta se negó e insistió en grabar la escena. Sobre ello, Gaga comentó: «Sonja me dio un trágico regalo ese día, así que lo acepté y fui al set para cantar la canción para Jackson y para ella».
«I'll Never Love Again» fue escrita por Gaga junto a Natalie Hemby, Hillary Lindsey y Aaron Raitiere, y producida por ella junto a Benjamin Rice. Durante la película, Jackson escribe un fragmento de la canción y se lo canta a Ally poco antes de su fallecimiento. En la escena final de la película, Ally rinde homenaje a Jackson durante su funeral interpretando la canción completa. Su letra enfatiza en el dolor causado por la pérdida de un gran amor, el cual es tan fuerte que la persona se niega a asimilar que volverá a amar a otra persona. En la película, se utiliza una versión interpretada a dueto por Gaga y Cooper, donde Cooper canta el último estribillo; dicha versión tiene una duración de 4 minutos con 41 segundos. En la banda sonora se incluye además una versión extendida interpretada solo por Gaga, la cual dura 5 minutos y 28 segundos, siendo la canción más larga.

## Recepción

### Comentarios de la crítica
«I'll Never Love Again» fue ampliamente aclamada por la crítica. El escritor Jon Pareles de The New York Times alabó la voz de Gaga por su «emoción, manejo del tiempo e increíble control del aire». Brittany Spanos de Rolling Stone dijo que el momento más grande dentro de la banda sonora y la película es sin duda «I'll Never Love Again», que «se convierte en un clásico que apenas nace». Ty Burr de The Boston Globe sostuvo que la interpretación de la artista «te dejará llorando lo quieras o no». Tatiana Cirisano de Billboard mencionó que la escena de Gaga cantando «I'll Never Love Again» es la mejor de A Star Is Born, ya que «la letra de la canción no solo es devastadoramente hermosa, sino que además Gaga/Ally alcanza su mayor rango». Melina Newman, también de Billboard, describió la balada como «maravillosa». Larry Fitzmaurice de Pitchfork Media señaló que es «desgarradora y estupenda, y aunque la canción por sí sola funciona muy bien, el diálogo incluido en la película te transporta a través de la interpretación de Gaga y solo hace más evidente el sentido emocional de la letra». Patrick Ryan de USA Today escribió:

«Con "I'll Never Love Again", el devastador cierre emocional de la película, Gaga tiene su propia momento Whitney Houston, desarrollando una formidable escena sobre el amor y la pérdida con una aguda vulnerabilidad y gracia. Es un logro trascendente que podría convertirla en una actriz ganadora de Óscar y aun así nos recuerda que Gaga es una de las mejores cantantes en estos momentos, en cualquier género, pop o el que sea».

### Recibimiento comercial
En los Estados Unidos, tras el estreno de A Star Is Born, la canción debutó en la segunda posición del listado Digital Songs. Con ello, debutó también dentro del Billboard Hot 100 en el puesto 36, siendo la segunda canción mejor posicionada de la banda sonora, solo superada por «Shallow». Hasta febrero de 2019, «I'll Never Love Again» había vendido 226 mil copias y había tenido 66 millones de streams en el país. En Canadá, alcanzó la posición 43 del Canadian Hot 100.
En Europa, la canción ingresó a los veinte primeros en los listados de países como Grecia, Hungría, Irlanda, Luxemburgo y Suiza, además de haber ocupado la primera posición por una semana en Eslovaquia. En el Reino Unido, llegó hasta el puesto 27 del UK Singles Chart y fue certificada con disco de platino por superar las 600 mil unidades vendidas. En Italia, pese a solo haber logrado la posición 61, obtuvo el disco de oro por vender 25 mil unidades. En Australia, llegó hasta la posición número 15 de su listado semanal y fue certificada con disco de oro por exceder las 35 mil unidades vendidas.

## Posicionamiento en listas

### Semanales
| Australia      | Australian Singles Chart | 15 |
| Austria        | Ö3 Austria Top 40        | 73 |
| Canadá         | Canadian Hot 100         | 43 |
| Escocia        | Scottish Singles Chart   | 5  |
| Eslovaquia     | Singles Digitál Top 100  | 1  |
| Estados Unidos | Billboard Hot 100        | 36 |
| Estados Unidos | Digital Songs            | 2  |
| Francia        | French Singles Chart     | 61 |
| Grecia         | Digital Singles Chart    | 3  |
| Hungría        | Single (Track) Top 10    | 3  |
| Irlanda        | Irish Singles Chart      | 10 |
| Italia         | Top Singoli              | 61 |
| Luxemburgo     | Luxembourg Digital Songs | 9  |
| Malasia        | RIM Top 20 Chart         | 18 |
| Reino Unido    | UK Singles Chart         | 27 |
| Suecia         | Swedish Singles Chart    | 47 |
| Suiza          | Swiss Singles Chart      | 14 |

### Sucesión en listas
| Predecesor: «Shallow» de Lady Gaga y Bradley Cooper | Singles Digitál Top 100 — Sencillo número 1 31 de octubre de 2018 — 7 de noviembre de 2018 | Sucesor: «Shallow» de Lady Gaga y Bradley Cooper |

### Anuales
| Estados Unidos | Digital Songs | 70 |

## Certificaciones
| País           | Organismo certificador | Certificación | Ventas certificadas | Ref.   |
| -------------- | ---------------------- | ------------- | ------------------- | ------ |
| Australia      | ARIA                   | 3× Platino    | 210 000             | [ 21 ] |
| Brasil         | ABPD                   | Diamante      | 160 000             | [ 30 ] |
| Dinamarca      | IFPI — Dinamarca       | Oro           | 45 000              | [ 31 ] |
| España         | PROMUSICAE             | Oro           | 30 000              | [ 32 ] |
| Estados Unidos | RIAA                   | Platino       | 1 000               | [ 33 ] |
| Francia        | SNEP                   | Diamante      | 500 000             | [ 34 ] |
| Italia         | FIMI                   | Oro           | 25 000              | [ 5 ]  |
| Noruega        | IFPI — Noruega         | Oro           | 30 000              | [ 35 ] |
| Polonia        | ZPAV                   | 3× Platino    | 60 000              | [ 36 ] |
| Portugal       | AFP                    | Platino       | 20 000              | [ 37 ] |
| Reino Unido    | BPI                    | Platino       | 600 000             | [ 6 ]  |
| Suecia         | GLF                    | Oro           | 40 000              | [ 38 ] |

## Premios y nominaciones
A continuación, una lista con todos los premios y nominaciones que ha obtenido la canción:
| Año  | Premiación               | Categoría                               | Resultado | Ref.   |
| ---- | ------------------------ | --------------------------------------- | --------- | ------ |
| 2019 | IHeartRadio Music Awards | Canción que nos dejó impactados         | Ganadora  | [ 39 ] |
| 2020 | Premios Grammy           | Mejor canción escrita para medio visual | Ganadora  | [ 7 ]  |